# Pawo Choyning Dorji
Pawo Choyning Dorji (em dzongkha: དཔའ་བོ་ཆོས་དབྱིངས་རྡོ་རྗི།; Darjeeling, 23 de junho de 1983) é um cineasta e fotógrafo butanês. Em sua estreia como diretor de longa-metragem, com o filme Lunana: A Yak in the Classroom (2019), foi indicado ao Oscar de melhor filme internacional na edição de 2022.

## Biografia
Filho de um diplomata, Dorji nasceu em Darjeeling, na Índia. Ele frequentou a Escola Internacional Kodaikanal durante o tempo em que morou na Índia e a Escola Secundária Superior Yangchenphug no Butão. Graduou-se em Governo e Relações Internacionais pela Lawrence University nos Estados Unidos em 2007. Em seguida, completou uma qualificação em Filosofia Budista no Sarah Buddhist Institute em 2009.

## Carreira
Como fotógrafo, Dorji contribuiu para publicações nas revistas VICE, Esquire e Life. É autor de vários livros de ensaios fotográficos. Seu terceiro livro, Light of the Moon foi elaborado ao longo de cinco anos. Dorji conheceu o mestre budista e cineasta Khyentse Norbu em 2006 e descobriu o cinema trabalhando com ele, primeiro como assistente de direção em Vara: A Blessing (2013) e depois como produtor de Hema Hema (2016).
Sua estreia como diretor foi em um trabalho que durou dois meses em uma escola remota na vila de Lunana, no Himalaia, que resultou no longa Lunana: A Yak in the Classroom (2019), lançado no Festival de Cinema de Londres. A obra foi premiada no Festival Internacional de Cinema de Palm Springs e indicada ao Oscar 2022 como melhor filme internacional. O segundo longa-metragem de Dorji, The Monk and the Gun, teve sua estreia mundial no 50º Festival de Cinema de Telluride. O filme teve sua estreia internacional no 48º Festival Internacional de Cinema de Toronto como parte do Programa Central.

## Condecorações
Pawo Choyning Dorji foi agraciado com a seguinte condecoração:
- Medalha da Ordem Real do Butão.[10]